# ライトノベルのゲーム化作品一覧
ライトノベルのゲーム化作品一覧では、ライトノベルのゲーム化作品を、時系列順に並べるものとする。日本国内で発売された商品のみとし、この項では日本国外のものは扱わない。

## 本項目の規則
- メーカーの表記は複数あるものは省略されている作品もある。
- 移植されたものは内容・タイトルに変更がなければ特筆せず「媒体」にだけ記している。
- 大幅な追加要素があってタイトルに変更があった作品には「注釈」をつける。
- 廉価版は省略するが、同梱セットやおまとめセットは「注釈」に記載する。
- 「媒体」は初出されたものから記述する。同日発売時の初出の優先度は、節の並び順と同じくし、以下順に記載する。
- ソフトウェアのインストールが必要とされてもウィジェット（デスクトップアクセサリーの類）やスキンは除外する。
- ソフトウェアのインストールが必要とされてもキネティックノベル派生作品は、該当記事を参照する。本記事では扱わない。
- 「ゲーム内ゲーム」「ミニゲーム」「特典などの付属品」などのような小作品については、本項目では扱わない。
- 瑣末なミニゲームでない事を条件に、「オンラインゲーム」「スマートフォン・携帯電話などのゲーム」については、本項目で扱うものとする。
- フリーミアム制でもない参加料の一切ない販促用ゲームも下記のものは記す。ただし#販促用の完全無料ゲームの節への記述に留める。
  - 瑣末なミニゲームでない事を条件に記録の保持（セーブとロード（コンティニュー））が可能なコンピュータゲーム。
  - 集客を図ることを目的としクリア景品のある（抽選を含む）イベントとしてのアナログゲーム。

## アナログゲーム

### 単一作品（アナログゲーム）
単一の作品を元にしたアナログゲーム（非電源ゲーム）を記載する。同一作品がモチーフとなっているルール継承作は省略する。様々な作品でルールが共通するゲームで、作品独自のルールがある作品は記載する。
| 発売年 | 作品名                                                                                       | ジャンル                   | 発売元・制作元                             |
| ------ | -------------------------------------------------------------------------------------------- | -------------------------- | ------------------------------------------ |
| 1983年 | クラッシャージョウ                                                                           | TRPG                       | ツクダホビー                               |
| 1985年 | グイン・サーガ                                                                               | ボードゲーム               | ツクダホビー                               |
| 1985年 | グイン・ワールド                                                                             | TRPG                       | ツクダホビー                               |
| 1989年 | 銀河英雄伝説                                                                                 | ボードゲーム               | ツクダホビー                               |
| 1989年 | ロードス島戦記 コンパニオン                                                                  | TRPG                       | 角川書店                                   |
| 1991年 | ルナ・ヴァルガーRPG                                                                          | TRPG                       | 角川書店                                   |
| 1991年 | フォーチュン・クエスト・コンパニオン                                                         | TRPG                       | 角川書店                                   |
| 1992年 | クリスタニアコンパニオン                                                                     | TRPG                       | 角川書店                                   |
| 1992年 | 聖刻1092 RPG                                                                                 | TRPG                       | 朝日ソノラマ                               |
| 1992年 | 銀河英雄伝説                                                                                 | カードゲーム               | 徳間書店                                   |
| 1994年 | クリスタニアRPG                                                                              | TRPG                       | メディアワークス                           |
| 1995年 | フォーチュン・クエストRPG（書籍型）                                                          | TRPG                       | メディアワークス                           |
| 1995年 | ロードス島RPG                                                                                | TRPG                       | 角川書店                                   |
| 1995年 | マギウス スレイヤーズRPG                                                                     | TRPG                       | 富士見書房                                 |
| 1995年 | マギウス ロケットガールRPG                                                                   | TRPG                       | 富士見書房                                 |
| 1996年 | ロードス島戦記 カードゲームコレクション                                                      | カードゲーム               | 角川書店                                   |
| 1996年 | マギウス それゆけ!宇宙戦艦ヤマモト・ヨーコRPG                                                | TRPG                       | 富士見書房                                 |
| 1997年 | マギウス MAZE☆爆熱時空RPG                                                                    | TRPGG                      | 富士見書房                                 |
| 1997年 | マギウス 魔術士オーフェン                                                                    | TRPG                       | 富士見書房                                 |
| 1998年 | マギウス ロストユニバース 芸夢轟く                                                           | TRPG                       | 富士見書房                                 |
| 1999年 | スレイヤーズふぁいと                                                                         | トレーディングカードゲーム | 富士見書房                                 |
| 2001年 | フルメタル・パニック! カードミッション                                                       | トレーディングカードゲーム | 富士見書房                                 |
| 2003年 | スクラップド・プリンセスRPG                                                                  | TRPG                       | 富士見書房                                 |
| 2005年 | フォーチュン・クエストRPG（ボックス型）                                                      | TRPG                       | キャラクター・アンド・アニメ・ドット・コム |
| 2007年 | 風の聖痕RPG                                                                                  | TRPG                       | 富士見書房                                 |
| 2008年 | まじしゃんず・あかでみいRPG                                                                  | TRPG                       | エンターブレイン                           |
| 2010年 | 涼宮ハルヒの憂鬱・キャラセリフかるた集                                                       | カードゲーム               | 京都アニメーション                         |
| 2010年 | 涼宮ハルヒの憂鬱・コミュカ                                                                   | カードゲーム               | 京都アニメーション                         |
| 2013年 | カードコンプリートセット ソードアート・オンライン アインクラッド攻略編                       | カードゲーム               | バンダイ                                   |
| 2014年 | ログ・ホライズンTRPG                                                                         | TRPG                       | エンターブレイン                           |
| 2014年 | フルメタル・パニック!RPG                                                                     | TRPG                       | 富士見書房                                 |
| 2015年 | ソードアート・オンラインII リアル謎解きRPG ラーズグリーズを救え!                             | 体感型ゲーム               | ハレガケ、NAZO×NAZO劇団                    |
| 2016年 | GATE×リアル謎解きゲーム 秘密取引を調査せよ!                                                  | 体感型ゲーム               | あそびファクトリー                         |
| 2017年 | りゅうおうのおしごと! 〜秋葉原謎人戦!〜                                                      | 体感型ゲーム               | よだかのレコード                           |
| 2017年 | サクラダリセット カードゲーム                                                                | カードゲーム               | cosaic                                     |
| 2017年 | ソードアート・オンライン ボードゲーム ソード・オブ・フェローズ                               | ボードゲーム               | KADOKAWA                                   |
| 2017年 | クビキリサイクル×ナゾラリー 〜ギフテッドテスト〜                                             | 体感型ゲーム               | なぞともCafe                               |
| 2017年 | ソードアート・オンライン コード・レジスタ スカウトバトル                                     | カードゲーム               | KADOKAWA                                   |
| 2018年 | リアル謎解きゲーム in 横浜駅 横浜駅SF謎 横浜版                                               | 体感型ゲーム               | 謎解きタウン                               |
| 2018年 | スレイヤーズなぞとき ドラグスレイブを取り戻せ!                                               | 体感型ゲーム               | 謎解きタウン                               |
| 2019年 | この素晴らしい世界に祝福を!TRPG                                                              | TRPG                       | KADOKAWA                                   |
| 2019年 | この素晴らしい世界に祝福を！×謎解きゲーム 〜この謎めいた街にひらめきを！〜                   | 体感型ゲーム               | KADOKAWA                                   |
| 2019年 | ダンまち緊急ミッション                                                                       | 体感型ゲーム               | タカラッシュ!                              |
| 2019年 | ゴブリンスレイヤーTRPG                                                                       | TRPG                       | SBクリエイティブ                           |
| 2019年 | 盾の勇者の成り上がり×The Last Brave                                                          | カードゲーム               | スロウカーブ                               |
| 2019年 | 映画 この素晴らしい世界に祝福を! 紅伝説 リアルRPG 〜この混沌な街で冒険を!〜                  | 体感型ゲーム               | KADOKAWA                                   |
| 2019年 | Re:ゼロから始める異世界生活 謎解きゲーム 迷いの街の摩訶不思議                                | 体感型ゲーム               | KADOKAWA、ムービック・プロモートサービス   |
| 2020年 | ヘスティア・ファミリアの借金返済大作戦                                                       | 体感型ゲーム               | タカラッシュ!                              |
| 2020年 | ゴブリンスレイヤー 謎解きクエスト 〜地下神殿に潜むゴブリンを殲滅せよ〜                       | 体感型ゲーム               | アイオウプラス、ナゾトキアドベンチャー     |
| 2020年 | TRicK GEAR -映画 この素晴らしい世界に祝福を!紅伝説-                                          | ボードゲーム               | 日本卓上開発、アルジャーノンプロダクト     |
| 2021年 | TRicK GEAR -Re:ゼロから始める異世界生活-                                                     | ボードゲーム               | 日本卓上開発、アルジャーノンプロダクト     |
| 2021年 | OVERGAMBLE 至高の御賽子                                                                      | ボードゲーム               | コンテンツスタジオ CHOCOLATE Inc.          |
| 2021年 | 転スラ×謎解きゲーム 転生したらナゾトキ中だった件〜古代遺跡編〜                               | 体感型ゲーム               | トキオ・ゲッツ、ハレガケ                   |
| 2021年 | ソードアート・オンライン 浮遊城《アインクラッド》第72層からの脱出                            | 体感型ゲーム               | バンダイナムコエンターテインメント、SCRAP  |
| 2021年 | 声に出して詠みたい! ソードアート・オンラインかるた                                           | カードゲーム               | ブシロードメディア                         |
| 2023年 | スパイ教室 ボードゲーム《ダークリープ》                                                      | ボードゲーム               | カドアナ                                   |
| 2024年 | リアル脱出ゲーム×転生したらスライムだった件 謀略のテンペストサーカス（魔国曲芸団）からの脱出 | 体感型ゲーム               | SCRAP                                      |
| 2024年 | リアル脱出ゲーム×薬屋のひとりごと 横浜謎解き街歩き                                           | 体感型ゲーム               | SCRAP                                      |

### 複数作品（アナログゲーム）
複数の作品を元にしたアナログゲーム（非電源ゲーム）記載する。トレーディングカードゲームに限り“一時的”ではないことから途中参入も記載する。発売年はライトノベル作品の初参加時の年。
| 発売年 | 作品名                           | ジャンル                   | 発売元                   |
| ------ | -------------------------------- | -------------------------- | ------------------------ |
| 2003年 | ドラゴン☆オールスターズ          | トレーディングカードゲーム | 富士見書房               |
| 2007年 | プロジェクト レヴォリューション  | トレーディングカードゲーム | ブロッコリー、富士見書房 |
| 2008年 | ヴァイスシュヴァルツ             | トレーディングカードゲーム | ブシロード               |
| 2008年 | Lycee                            | トレーディングカードゲーム | シルバーブリッツ         |
| 2010年 | ヴィクトリースパーク             | トレーディングカードゲーム | ブシロード               |
| 2010年 | ChaosTCG                         | トレーディングカードゲーム | ブシロード               |
| 2010年 | クイーンズゲイト                 | ゲームブック               | ホビージャパン           |
| 2011年 | プレシャスメモリーズ             | トレーディングカードゲーム | ムービック、エンスカイ   |
| 2011年 | プリズムコネクト                 | トレーディングカードゲーム | ムービック、エンスカイ   |
| 2013年 | クルセイドシステムカードシリーズ | トレーディングカードゲーム | バンダイ                 |
| 2013年 | ファイブクロス                   | トレーディングカードゲーム | ブシロード               |

## コンピュータゲーム

### 単一作品（コンピュータゲーム）
単一の作品を元にしたコンピュータゲームを記載する。

#### パソコンゲーム
パーソナルコンピュータを媒体としていても、製品の種類や、搭載されているオペレーティングシステム（Microsoft WindowsやmacOSなど）によってインストールできるものが異なるが、ここでは詳細を記さない。各作品を参照のこと。

##### ソフトウェア
PC=パーソナルコンピュータの略。#パソコンゲームのとおり分別はPCのみ。
| 発売年 | 作品名                                                                | 媒体                                                                      | ジャンル                       | 発売元                                 |
| ------ | --------------------------------------------------------------------- | ------------------------------------------------------------------------- | ------------------------------ | -------------------------------------- |
| 1986年 | 日曜日に宇宙人が…?                                                    | PC                                                                        | ADV                            | スタジオWING                           |
| 1987年 | グイン・サーガ 豹頭の仮面                                             | PC                                                                        | ADV                            | ジャスト                               |
| 1987年 | 扉を開けて                                                            | PC                                                                        | ADV                            | キティ・エンタープライズ               |
| 1988年 | ロードス島戦記〜灰色の魔女〜                                          | PC                                                                        | RPG                            | ハミングバードソフト、マイクロキャビン |
| 1989年 | 銀河英雄伝説                                                          | PC                                                                        | 戦略SLG                        | ボーステック                           |
| 1990年 | 銀河英雄伝説 II                                                       | PC                                                                        | 戦略SLG                        | ボーステック                           |
| 1991年 | ロードス島戦記〜五色の魔竜〜                                          | PC                                                                        | RPG                            | ハミングバードソフト、マイクロキャビン |
| 1993年 | 銀河英雄伝説 III                                                      | PC                                                                        | 戦略SLG                        | ボーステック                           |
| 1994年 | 銀河英雄伝説 IV                                                       | PC                                                                        | 戦略SLG                        | ボーステック                           |
| 1994年 | スレイヤーズ                                                          | PC                                                                        | RPG                            | バンプレスト                           |
| 1994年 | クラッシャージョウ 歓楽惑星の陰謀                                     | PC                                                                        | 戦略SLG                        | ファミリーソフト                       |
| 1995年 | 神王伝説クリスタニア                                                  | PC                                                                        | RPG                            | システムソフト                         |
| 1998年 | 銀河英雄伝説 V                                                        | PC                                                                        | 戦略SLG                        | ボーステック                           |
| 2000年 | 銀河英雄伝説 VI                                                       | PC                                                                        | 戦略SLG                        | ボーステック                           |
| 2003年 | 銀河英雄伝説 VS                                                       | PC                                                                        | 戦略SLG                        | ボーステック                           |
| 2003年 | 星界の戦旗                                                            | PC、PS2                                                                   | 戦略SLG                        | ガイナックス                           |
| 2004年 | 銀河英雄伝説VII                                                       | PC                                                                        | MMORPG                         | ボーステック                           |
| 2004年 | ナイトウィザード 魔法大戦〜The Peace Plan to Save the World〜         | PC                                                                        | カードバトル＆恋愛ADV          | RUNE                                   |
| 2008年 | 銀河英雄伝説                                                          | PC                                                                        | 戦略SLG                        | バンダイナムコゲームス                 |
| 2006年 | 今日から㋮王! おれさまクエスト                                        | PC                                                                        | ADV                            | ツーファイブ                           |
| 2011年 | シオンの血族                                                          | PC                                                                        | 恋愛ADV                        | catwalk                                |
| 2014年 | IS 〈インフィニット・ストラトス〉 ヴァーサスカラーズ                  | PC                                                                        | 3D形式対戦型ACT                | MAGES.                                 |
| 2019年 | 盾の勇者の成り上がり Relive The Animation                             | PC、SP                                                                    | RPG                            | KADOKAWA                               |
| 2020年 | ロードス島戦記 ディードリット・イン・ワンダーラビリンス               | PC（Steam、Microsoft Store）、Switch、PS4、PS5、Xbox Series X/S、Xbox One | 2D形式ACT                      | Team Ladybug、Why so serious?          |
| 2021年 | Slow living with Princess                                             | PC                                                                        | 2D形式RPG                      | KADOKAWA、TSUKURITE                    |
| 2022年 | OVERLORD: ESCAPE FROM NAZARICK                                        | PC、Switch                                                                | 2D形式ACT                      | エンジンズ                             |
| 2024年 | 無職転生 ～異世界行ったら本気だす～ Quest of Memories                 | PC（Steam）、Switch、PS4、PS5                                             | RPG                            | ブシロード                             |
| 2024年 | 転生したらスライムだった件 テンペストストーリーズ                     | PC（Steam）、Switch、PS4、PS5、Xbox Series X/S、Xbox One                  | ARPG                           | バンダイナムコエンターテインメント     |
| 2025年 | ダンジョンに出会いを求めるのは間違っているだろうか 水と光のフルランド | PC（Steam）、Switch                                                       | ARPG                           | ブシロードゲームズ                     |
| 2025年 | Mayhem Maidens                                                        | PC（Steam）                                                               | ローグライトタワーディフェンス | 0UP GAMES                              |

##### ブラウザゲーム
- PC=パーソナルコンピュータの略。#パソコンゲームのとおり分別はPCのみ。

| 発売年 | 作品名                                                                                                   | 媒体             | ジャンル            | 発売元                               |
| ------ | --- | ---------------- | ------------------- | ------------------------------------ |
| 2003年 | 十二国記オンライン                                                                                       | PC               | MMORPG              | アスミック・エースエンタテインメント |
| 2010年 | バカとテストと召喚獣                                                                                     | PC               | ソシャゲ&クイズ&SLG | エンターブレイン                     |
| 2010年 | 涼宮ハルヒの憂鬱 スタンプリー                                                                            | PC、FP           | 交流スタンプラリー  | インフォ・クエスト                   |
| 2011年 | 真妹大殲シスカリプス                                                                                     | PC               | 育成&バトルSLG      | 角川コンテンツゲート                 |
| 2011年 | これはゾンビですか? はい、ソーシャルアプリです                                                           | PC               | ソシャゲ&RPG        | 角川コンテンツゲート                 |
| 2013年 | 這いよれ!ニャル子さんW(ry                                                                                | PC               | ソシャゲ&STG        | アイオウプラス                       |
| 2013年 | ロードス島戦記 -伝説の継承者-                                                                            | PC               | RPG                 | ゲームオン                           |
| 2016年 | ロードス島戦記オンライン                                                                                 | PC               | MMORPG              | ゲームオン                           |
| 2016年 | 銀河英雄伝説タクティス                                                                                   | PC               | SRPG                | DMMゲームス                          |
| 2016年 | ワンモア・フリーライフ・オンライン とあるおっさんのVRMMO活動記                                           | PC               | RPG                 | アルファポリス                       |
| 2017年 | 月が導く異世界道中                                                                                       | PC               | SRPG                | アルファポリス                       |
| 2017年 | ダンジョンに出会いを求めるのは間違っているだろうか オラリオ・ラプソディア                                | PC               | RPG                 | スーパーアプリ                       |
| 2017年 | IS 〈インフィニット・ストラトス〉 アーキタイプ・ブレイカー                                               | PC、SP           | RPG                 | DMMゲームス                          |
| 2018年 | DUNGEON OF NAZARICK                                                                                      | PC               | 2D形式ACT           | KADOKAWA                             |
| 2018年 | 必勝ダンジョン運営方法 〜バトルとダンジョンとやっぱりハーレム〜                                          | PC、SP           | RPG                 | DMMゲームス、シンクロジック          |
| 2019年 | 異世界魔王と召喚少女の奴隷魔術-マスターリベレーション-                                                   | PC、SP           | SRPG                | CTW                                  |
| 2020年 | 八男って、それはないでしょう! 〜ヘルムート王国の冒険者たち〜                                             | PC、SP           | RPG                 | フロンティアワークス                 |
| 2020年 | 百花繚乱 -パッションワールド-                                                                            | PC、SP           | RPG                 | CTW                                  |
| 2020年 | 八男ってそれはないでしょう! 〜アンサンブルライフ〜                                                       | PC、SP           | MMORPG              | CTW                                  |
| 2021年 | 精霊幻想記アナザーテイル                                                                                 | PC、SP           | RPG                 | CTW                                  |
| 2021年 | Re:ゼロから始める異世界生活 禁書と謎の精霊                                                               | PC、SP           | RPG                 | EXNOA                                |
| 2022年 | 転生賢者の異世界ライフ〜ゲームでも、世界最強になりました〜                                               | PC、SP           | MMORPG              | CTW                                  |
| 2022年 | 陰の実力者になりたくて! マスターオブガーデン                                                             | PC、SP           | RPG                 | Aiming                               |
| 2022年 | ゴブリンスレイヤー エンドレスハンティング                                                                | PC、SP           | RPG                 | CTW                                  |
| 2023年 | 英雄王、武を極めるため転生す～ブレイブリーロード～                                                       | PC、SP           | RPG                 | CTW                                  |
| 2023年 | 異世界でチート能力を手にした俺は、現実世界をも無双する 〜レベルアップは人生を変えた〜 パラレルユニバース | PC、SP           | MMORPG              | CTW                                  |
| 2023年 | 銀河英雄伝説 戦いの輪舞曲                                                                                | PC、SP           | SLG                 | CTW                                  |
| 2023年 | ダンジョンに出会いを求めるのは間違っているだろうか バトル・クロニクル                                    | PC、SP、PS4、PS5 | バトルARPG          | Aiming                               |
| 2023年 | GATE 自衛隊 彼の地にて、斯く戦えり FRONTLINE UNION                                                       | PC、SP           | ストラテジー        | CTW                                  |
| 2023年 | 異世界はスマートフォンとともに。 ハピネスクレイドル                                                      | PC、SP           | PPG                 | CTW                                  |
| 2023年 | おかしな転生 スイートユートピア                                                                          | PC、SP           | SLG                 | CTW                                  |
| 2023年 | Lv2からチートだった元勇者候補のまったり異世界ライフ リバースダイブ                                       | PC、SP           | MMORPG              | CTW                                  |
| 2023年 | ストライク・ザ・ブラッド デイブレイク                                                                    | PC、SP           | RPG                 | CTW                                  |
| 2024年 | 聖剣学院の魔剣使い メメントメモリア                                                                      | PC、SP           | RPG                 | CTW                                  |
| 2024年 | 月が導く異世界道中 天下泰平旅日記                                                                        | PC、SP           | RPG                 | CTW                                  |
| 2024年 | 佐々木とピーちゃん ミッドライフレボリューション                                                          | PC、SP           | MMORPG              | CTW                                  |
| 2024年 | 蜘蛛ですが、なにか? 迷宮の支配者                                                                         | PC、SP           | RPG                 | CTW                                  |
| 2025年 | ハイスクールD×D Operation paradise infinity                                                              | PC、SP           | RPG                 | CTW                                  |

#### コンシューマーゲーム

##### 据え置き型ゲーム機
- 据え置き型ゲーム（テレビゲーム）を記載する。FC・D=ファミリーコンピュータ ディスクシステム、FC＝ファミリーコンピュータ、PCE=PCエンジン、PCE CD-ROM2=CD-ROM2、PCE SUPER CD-ROM2=SUPER CD-ROM2、SFC=スーパーファミコン、MCD=メガCD、PS=PlayStation、SS=セガサターン、DC=ドリームキャスト、PS2=PlayStation 2、Wii=Wii、PS3=PlayStation 3、PS4=PlayStation 4、Switch=Nintendo Switch、PS VR＝PlayStation VR、Switch Lite=Nintendo Switch Liteの略。Xbox One、Xbox 360、Xbox Series X/Sはそのまま。

| 発売年 | 作品名                                                                         | 媒体                       | ジャンル         | 発売元                               |
| ------ | ------------------------------------------------------------------------------ | -------------------------- | ---------------- | ------------------------------------ |
| 1987年 | ダーティペア プロジェクトエデン                                                | FC・D                      | 2D形式ACT        | バンダイ                             |
| 1987年 | デジタル・デビル物語 女神転生                                                  | FC                         | RPG              | ナムコ                               |
| 1988年 | 銀河英雄伝説 我が征くは星の大海                                                | FC                         | SLG              | コトブキシステム                     |
| 1991年 | エフェラ アンド ジリオラ ジ・エンブレム フロム ダークネス                      | PCE                        | ARPG             | ブレイングレイ                       |
| 1991年 | ガデュリン                                                                     | SFC                        | RPG              | セタ                                 |
| 1992年 | 銀河英雄伝説                                                                   | SFC                        | SLG              | 徳間インターメディア                 |
| 1992年 | ロードス島戦記                                                                 | PCE CD-ROM2                | RPG              | ハドソン                             |
| 1994年 | ロードス島戦記2                                                                | PCE SUPER CD-ROM2          | RPG              | ハドソン                             |
| 1994年 | フォーチュン・クエスト ダイスをころがせ                                        | SFC                        | すごろく         | バンプレスト                         |
| 1994年 | スレイヤーズ                                                                   | SFC                        | RPG              | バンプレスト                         |
| 1994年 | ロードス島戦記 英雄戦争                                                        | MCD                        | RPG              | セガ                                 |
| 1995年 | ロードス島戦記                                                                 | SFC                        | RPG              | ハミングバードソフト                 |
| 1995年 | 黄龍の耳                                                                       | SFC                        | ACT              | バップ                               |
| 1996年 | 新フォーチュン・クエスト 食卓の騎士たち                                        | PS                         | すごろく         | リリーフエース                       |
| 1996年 | 銀河英雄伝説                                                                   | SS、PS                     | SLG              | 徳間書店                             |
| 1996年 | 東京シャドウ                                                                   | PS                         | ADV              | タイトー                             |
| 1997年 | 聖刻1092 操兵伝                                                                | PS                         | RPG              | ユタカ                               |
| 1997年 | スレイヤーズ ろいやる                                                          | SS、PS                     | RPG              | ESP、角川書店                        |
| 1998年 | スレイヤーズ ろいやる2                                                         | SS、PS                     | RPG              | ESP、角川書店                        |
| 1999年 | スレイヤーズ わんだほ～                                                        | PS                         | RPG              | バンプレスト                         |
| 1999年 | ちびキャラゲーム銀河英雄伝説                                                   | PS                         | ミニゲーム集     | 徳間書店                             |
| 1999年 | クリックまんが銀河英雄伝説1                                                    | PS                         | クリックまんが   | 徳間書店                             |
| 1999年 | クリックまんが銀河英雄伝説2                                                    | PS                         | クリックまんが   | 徳間書店                             |
| 1999年 | 都市シリーズ 奏（騒）楽都市OSAKA                                               | PS、PS3、PSP               | SLG              | キングレコード                       |
| 1999年 | VAMPIRE HUNTER D                                                               | PS                         | ADV              | ビクターインタラクティブソフトウェア |
| 2000年 | ロードス島戦記 邪神降臨                                                        | DC                         | ARPG             | ESP、ネバーランドカンパニー          |
| 2000年 | Sorcerous Stabber ORPHEN 魔術士オーフェン                                      | PS2                        | ARPG             | ESP、角川書店                        |
| 2000年 | 星界の紋章                                                                     | PS                         | SLG              | バンダイビジュアル                   |
| 2003年 | CHAOS LEGION                                                                   | PS2、PC                    | ARPG             | カプコン                             |
| 2003年 | キノの旅 -the Beautiful World-                                                 | PS2                        | ADV              | メディアワークス                     |
| 2003年 | 十二国記 -紅蓮の標 黄塵の路-                                                   | PS2                        | ADV              | コナミ                               |
| 2004年 | 十二国記 -赫々たる王道 紅緑の羽化-                                             | PS2                        | RPG              | コナミ                               |
| 2005年 | キノの旅II -the Beautiful World-                                               | PS2                        | ADV              | メディアワークス                     |
| 2005年 | ゲームになったよ!ドクロちゃん                                                  | PS2                        | ADV              | アイディアファクトリー               |
| 2006年 | 灼眼のシャナ                                                                   | PS2、FP                    | ADV              | VRIDGE                               |
| 2006年 | 神様家族 応援願望                                                              | PS2                        | ADV              | メディアファクトリー                 |
| 2006年 | あそびにいくヨ! ちきゅうぴんちのこんやくせんげん                               | PS2                        | ADV              | アイディアファクトリー               |
| 2006年 | 今日から㋮王! はじ㋮りの旅                                                     | PS2                        | RPG              | バンダイナムコゲームス               |
| 2006年 | 今日から㋮王! 眞魔国の休日                                                     | PS2                        | ADV              | バンダイナムコゲームス               |
| 2007年 | まじしゃんず・あかでみい                                                       | PS2                        | SRPG             | エンターブレイン                     |
| 2007年 | ゼロの使い魔 小悪魔と春風の協奏曲                                              | PS2                        | 恋愛ADV＆SRPG    | マーベラスインタラクティブ           |
| 2007年 | ゼロの使い魔 夢魔が紡ぐ夜風の幻想曲                                            | PS2                        | 恋愛ADV＆SRPG    | マーベラスAQL                        |
| 2007年 | ゼロの使い魔 迷子の終止符と幾千の交響曲                                        | PS2                        | 恋愛ADV＆SRPG    | マーベラスAQL                        |
| 2007年 | 少年陰陽師 翼よいま、天へ還れ                                                  | PS2                        | ADV              | 角川書店                             |
| 2008年 | ナイトウィザード The VIDEO GAME 〜Denial of the World〜                        | PS2                        | ADV              | 5pb.Games                            |
| 2008年 | 乃木坂春香の秘密 こすぷれ、はじめました♥                                       | PS2                        | ADV              | アスキー・メディアワークス           |
| 2008年 | 涼宮ハルヒの戸惑                                                               | PS2                        | ADV              | バンプレスト                         |
| 2008年 | かのこん えすいー                                                              | PS2                        | 恋愛ADV          | 5pb.                                 |
| 2009年 | 涼宮ハルヒの並列                                                               | Wii                        | ADV              | セガ                                 |
| 2009年 | 伯爵と妖精 〜夢と絆に想いを馳せて〜                                            | PS2                        | 恋愛ADV          | 5pb.                                 |
| 2009年 | 涼宮ハルヒの激動                                                               | Wii                        | 音ゲー           | 角川書店                             |
| 2011年 | 涼宮ハルヒの追想                                                               | PS3、PSP                   | ADV              | ガイズウェア                         |
| 2012年 | アクセル・ワールド －銀翼の覚醒－                                              | PS3、PSP                   | SLG              | バンダイナムコゲームス               |
| 2013年 | アクセル・ワールド －加速の頂点－                                              | PS3、PSP                   | SLG              | バンダイナムコゲームス               |
| 2013年 | デート・ア・ライブ 凛祢ユートピア                                              | PS3                        | 恋愛ADV          | コンパイルハート                     |
| 2013年 | 俺の妹がこんなに可愛いわけがない。 ハッピーエンド                              | PS3                        | SLG              | バンダイナムコゲームス               |
| 2014年 | IS 〈インフィニット・ストラトス〉 2 イグニッション・ハーツ                     | PS3、PS Vita               | 恋愛ADV          | 5pb.                                 |
| 2014年 | デート・ア・ライブ 或守インストール                                            | PS3                        | 恋愛ADV          | コンパイルハート                     |
| 2015年 | ソードアート・オンライン -ロスト・ソング-                                      | PS3、PS Vita、PC（Steam）  | ARPG             | バンダイナムコゲームス               |
| 2015年 | IS 〈インフィニット・ストラトス〉2 ラブ アンド パージ                          | PS3、PS Vita               | 恋愛ADV          | 5pb.                                 |
| 2016年 | ソードアート・オンライン -ホロウ・リアリゼーション-                            | PS4、PS Vita               | ARPG             | バンダイナムコエンターテインメント   |
| 2017年 | Re:ゼロから始める異世界生活 -DEATH OR KISS-                                    | PS4、PS Vita               | ADV              | 5pb.                                 |
| 2017年 | この素晴らしい世界に祝福を!-この欲深いゲームに審判を！-                        | PS4、PS Vita               | ADV              | 5pb.                                 |
| 2017年 | Occultic;Nine -オカルティック・ナイン-                                         | PS4、PS Vita、Xbox One     | ADV              | MAGES.                               |
| 2018年 | ソードアート・オンライン -フェイタル・バレット-                                | PS4、Xbox One、PC（Steam） | TPSRPG           | バンダイナムコエンターテインメント   |
| 2018年 | フルメタル・パニック! 戦うフー・デアーズ・ウィンズ                             | PS4                        | SRPG             | バンダイナムコエンターテインメント   |
| 2018年 | グランクレスト戦記                                                             | PS4                        | SRPG             | バンダイナムコエンターテインメント   |
| 2019年 | この素晴らしい世界に祝福を!〜希望の迷宮と集いし冒険者たち〜                    | PS4、PS Vita               | 3DダンジョンRPG  | エンターグラム                       |
| 2019年 | PICROSS LORD OF THE NAZARICK                                                   | Switch                     | お絵かきロジック | ジュピター                           |
| 2019年 | ダンジョンに出会いを求めるのは間違っているだろうか〜インフィニト・コンバーテ〜 | PS4、PS Vita、Switch、PC   | ARPG             | 5pb.                                 |
| 2020年 | ソードアート・オンライン アリシゼーション リコリス                             | PS4、Xbox One、PC（Steam） | RPG              | バンダイナムコエンターテインメント   |
| 2020年 | この素晴らしい世界に祝福を! 〜この欲望の衣装に寵愛を!〜                        | PS4、Switch                | ADV              | 5pb.                                 |
| 2020年 | デート・ア・ライブ 蓮ディストピア                                              | PS4                        | ADV              | コンパイルハート                     |
| 2020年 | りゅうおうのおしごと!                                                          | PS4、Switch                | ADV＆将棋        | エンターグラム                       |
| 2021年 | Re:ゼロから始める異世界生活 偽りの王選候補                                     | PS4、Switch、PC（Steam）   | タクティカルADV  | スパイク・チュンソフト               |
| 2022年 | 乙女ゲームの破滅フラグしかない悪役令嬢に転生してしまった… 〜波乱を呼ぶ海賊〜   | Switch、Switch Lite        | ADV              | オトメイト                           |
| 2023年 | やはりゲームでも俺の青春ラブコメはまちがっている。完                           | PS4、Switch                | ADV              | MAGES.                               |
| 2024年 | ゴブリンスレイヤー -ANOTHER ADVENTURER- NIGHTMARE FEAST                        | Switch、PC（Steam）        | タクティクスRPG  | ブシロードゲームズ                   |
| 2024年 | 悪役令嬢は隣国の王太子に溺愛される                                             | Switch                     | 恋愛SLG          | オペラハウス                         |

PC（Steam含む）でも配信がある作品は、#ソフトウェアや、#ブラウザゲームを参照。

##### 携帯型ゲーム機
- 携帯型ゲームを記載する。GBC=ゲームボーイカラー、DS=ニンテンドーDS、PSP=PlayStation Portable、PS Vita=PlayStation Vita、3DS=ニンテンドー3DSの略。

| 発売年 | 作品名                                                                  | 媒体         | ジャンル        | 発売元                             |
| ------ | ----------------------------------------------------------------------- | ------------ | --------------- | ---------------------------------- |
| 1998年 | ロードス島戦記 -英雄騎士伝-                                             | GBC          | カードバトル    | トミー                             |
| 2006年 | アリソン                                                                | DS           | サウンドノベル  | メディアワークス                   |
| 2006年 | いぬかみっ! feat. Animation                                             | DS           | サウンドノベル  | メディアワークス                   |
| 2007年 | 涼宮ハルヒの約束                                                        | PSP          | ADV             | バンダイナムコゲームス             |
| 2007年 | イリヤの空、UFOの夏                                                     | DS           | サウンドノベル  | メディアワークス                   |
| 2007年 | イリヤの空、UFOの夏II                                                   | DS           | サウンドノベル  | メディアワークス                   |
| 2007年 | 灼眼のシャナDS                                                          | DS           | ADV             | VRIDGE                             |
| 2008年 | BACCANO!                                                                | DS           | サウンドノベル  | メディアワークス                   |
| 2008年 | 狼と香辛料 ボクとホロの一年                                             | DS、FP       | 恋愛＆行商SLG   | アスキー・メディアワークス         |
| 2009年 | 狼と香辛料 海を渡る風                                                   | DS           | 恋愛＆行商SLG   | アスキー・メディアワークス         |
| 2009年 | 涼宮ハルヒの直列                                                        | DS           | ADV             | セガ                               |
| 2009年 | とらドラ・ポータブル!                                                   | PSP          | ADV             | バンダイナムコゲームス             |
| 2009年 | 大正野球娘。 〜乙女達乃青春日記〜                                       | PSP          | ADV             | 5pb.                               |
| 2010年 | 乃木坂春香の秘密 同人誌はじめました♥                                    | PSP          | ADV             | アスキー・メディアワークス         |
| 2010年 | 伝説の勇者の伝説 -LEGENDARY SAGA-                                       | PSP          | SRPG            | 角川書店                           |
| 2010年 | デュラララ!! 3way standoff                                              | PSP          | ADV             | 角川ゲームス                       |
| 2010年 | 生徒会の一存 -DSする生徒会-                                             | DS           | ADV             | 角川書店                           |
| 2010年 | ゲームブックDS 鋼殻のレギオス                                           | DS           | サウンドノベル  | 角川書店                           |
| 2011年 | とある魔術の禁書目録                                                    | PSP          | 対戦型ACT       | 角川ゲームス                       |
| 2011年 | 涼宮ハルヒちゃんの麻雀                                                  | PSP          | 麻雀ADV         | 角川書店                           |
| 2011年 | いつか天魔の黒ウサギ Portable                                           | PSP          | ADV             | 角川ゲームス                       |
| 2011年 | R-15 ぽーたぶる                                                         | PSP          | ADV             | 角川ゲームス                       |
| 2011年 | ロウきゅーぶ!                                                           | PSP          | ADV             | アスキー・メディアワークス         |
| 2011年 | 華鬼 〜恋い初める刻 永久の印〜                                          | PSP          | 恋愛ADV         | オトメイト、アイディアファクトリー |
| 2011年 | 俺の妹がこんなに可愛いわけがない ポータブル                             | PSP          | ADV             | バンダイナムコゲームス             |
| 2012年 | 僕は友達が少ない ぽーたぶる                                             | PSP          | ADV             | バンダイナムコゲームス             |
| 2012年 | ゲームでも、パパのいうことを聞きなさい!                                 | PSP          | ADV             | バンダイナムコゲームス             |
| 2012年 | 俺の妹がこんなに可愛いわけがない ポータブルが続くわけがない             | PSP          | ADV             | バンダイナムコゲームス             |
| 2012年 | 華鬼 〜夢のつづき〜                                                     | PSP          | 恋愛ADV         | オトメイト、アイディアファクトリー |
| 2012年 | 化物語 ポータブル                                                       | PSP          | MAD会話劇       | バンダイナムコゲームス             |
| 2012年 | この部室は帰宅しない部が占拠しました。ぽーたぶる 学園サマー・ウォーズ編 | PSP          | ADV             | ブーストオン                       |
| 2012年 | この部室は帰宅しない部が占拠しました。ぽーたぶる 学園ドッグ・イヤー編   | PSP          | ADV             | ブーストオン                       |
| 2012年 | ココロコネクト ヨチランダム                                             | PSP          | ADV             | バンダイナムコゲームス             |
| 2012年 | バカとテストと召喚獣 ポータブル                                         | PSP          | ボードゲーム    | 角川ゲームス                       |
| 2013年 | さくら荘のペットな彼女                                                  | PSP、PS Vita | SLG＆恋愛ADV    | 角川ゲームス                       |
| 2013年 | とある魔術と科学の群奏活劇                                              | PSP          | ADV             | バンダイナムコゲームス             |
| 2013年 | ソードアート・オンライン -インフィニティ・モーメント-                   | PSP          | RPG             | バンダイナムコゲームス             |
| 2013年 | 境界線上のホライゾン PORTABLE                                           | PSP          | RPG             | 角川ゲームス                       |
| 2013年 | 這いよれ!ニャル子さん 名状しがたいゲームのようなもの                    | PS Vita      | ADV             | 5pb.                               |
| 2013年 | ロウきゅーぶ! ひみつのおとしもの                                        | PSP          | ADV             | 角川ゲームス                       |
| 2013年 | 生徒会の一存 Lv.2 PORTABLE-                                             | PSP          | ADV             | 角川ゲームス                       |
| 2013年 | やはりゲームでも俺の青春ラブコメはまちがっている。                      | PS Vita      | 恋愛ADV         | MAGES.                             |
| 2013年 | 変態王子と笑わない猫。                                                  | PSP          | ADV             | クオリティコンフィデンス           |
| 2013年 | ハイスクールD×D                                                         | 3DS          | ADV             | 角川ゲームス                       |
| 2014年 | ゴールデンタイム Vivid Memories                                         | PS Vita、SP  | ADV             | 角川ゲームス                       |
| 2014年 | ロウきゅーぶ! ないしょのシャッターチャンス                              | PS Vita      | ADV             | 角川ゲームス                       |
| 2014年 | ソードアート・オンライン -ホロウ・フラグメント-                         | PS Vita      | RPG             | バンダイナムコゲームス             |
| 2014年 | ハイスクールD×D NEW FIGHT                                               | PS Vita      | RPG             | マーベラス                         |
| 2014年 | 魔法科高校の劣等生 Out of Order                                         | PS Vita      | 3D形式ACT       | バンダイナムコゲームス             |
| 2015年 | デュラララ!! Relay                                                      | PS Vita      | ADV             | 角川ゲームス                       |
| 2015年 | 冴えない彼女の育てかた -blessing flowers-                               | PS Vita      | ADV             | 5pb.                               |
| 2016年 | 学戦都市アスタリスクフェスタ 鳳華絢爛                                   | PS Vita      | 育成＆3D形式ACT | バンダイナムコエンターテインメント |
| 2016年 | やはりゲームでも俺の青春ラブコメはまちがっている。続。                  | PS Vita      | 恋愛ADV         | 5pb.、MAGES.                       |

#### モバイルゲーム
- モバイルゲーム（携帯電話ゲーム）を記載する。通信サービスを提供しているキャリア、プログラムの種類、プラットフォームの差異ではなく端末の種類で分別する。FP=フィーチャーフォン、SP＝スマートフォンの略（ただしSP端末であっても、iOSまたはAndroidのいずれか一方の場合は表記をわけている）。

| 発売年 | 作品名                                                                              | 媒体        | ジャンル                          | 発売元                                             |
| ------ | ----------------------------------------------------------------------------------- | ----------- | --------------------------------- | -------------------------------------------------- |
| 2005年 | エイリアン秘宝街                                                                    | FP          | ADV                               | スペースアウト                                     |
| 2005年 | 今日からマ王 モバイルドラマ                                                         | FP          | ADV                               | スペースアウト                                     |
| 2005年 | 銀盤カレイドスコープ                                                                | FP          | 音ゲー                            | タイトー                                           |
| 2006年 | 灼眼のシャナ 〜炎髪灼眼の討ち手〜                                                   | FP          | 2D形式ACT                         | タイトー                                           |
| 2006年 | 灼眼のシャナII 〜星黎殿の戦い〜                                                     | FP          | 2D形式ACT                         | タイトー                                           |
| 2007年 | ゼロの使い魔 モバイルADV                                                            | FP          | ADV                               | ジグノシステムジャパン                             |
| 2008年 | 狼と香辛料 ホロじっく                                                               | FP          | お絵かきロジック                  | ウィンライト                                       |
| 2009年 | グイン・サーガmobile                                                                | FP          | ARPG                              | スクエニモバイル                                   |
| 2009年 | 文月学園オンライン                                                                  | FP          | クイズ                            | メディファク☆モバイル                              |
| 2010年 | バカとテストと召喚獣 英語編                                                         | iOS         | 学習                              | メディアファクトリー                               |
| 2010年 | バカとテストと召喚獣 数学編                                                         | iOS         | 学習                              | メディアファクトリー                               |
| 2010年 | バカとテストと召喚獣 国語編                                                         | iOS         | 学習                              | メディアファクトリー                               |
| 2010年 | Obstacle Overture mobile                                                            | FP、Android | カードバトル                      | アスキー・メディアワークス                         |
| 2010年 | THE DAY OF SAGITTARIUS III                                                          | SP          | STG                               | 角川書店                                           |
| 2010年 | 伝説の勇者の伝説RPG                                                                 | FP          | ソシャゲ&RPG                      | スナウト                                           |
| 2011年 | ぷちぷち☆伝勇伝                                                                     | FP          | ソシャゲ&RPG                      | スナウト                                           |
| 2011年 | 文月学園オンライン2                                                                 | FP          | クイズ                            | メディファク☆モバイル                              |
| 2011年 | GOSICK 退屈姫の迷宮                                                                 | FP          | ソシャゲ&SLG                      | 角川コンテンツゲート                               |
| 2011年 | 涼宮ハルヒの団結                                                                    | FP、SP      | ソシャゲ&SLG                      | ネクソン                                           |
| 2011年 | デュラララ!! 3way standoff "mob"                                                    | Android     | ADG                               | アスキー・メディアワークス                         |
| 2011年 | プラーナサーガ 〜ウォルテニア戦記〜                                                 | FP          | ソシャゲ&カードバトル             | ピーエムアール                                     |
| 2011年 | 大正野球娘。                                                                        | FP          | ソシャゲ&カードバトル             | アイツー                                           |
| 2011年 | 大バトル!探偵スクール〜緋弾のアリア〜                                               | FP          | ソシャゲ&カードバトル             | メディアファクトリー                               |
| 2012年 | バカとテストと召喚獣にっ!                                                           | FP          | ソシャゲ&カードバトル             | ニジボックス                                       |
| 2012年 | これはゾンビですか? オブ・ザ・デッド スタンプリー                                   | FP、SP      | 交流スタンプラリー                | インフォ・クエスト                                 |
| 2012年 | これはゾンビですか？＆これはゾンビですか？OTD                                       | FP、SP      | ソシャゲ&カードバトル             | カムイ                                             |
| 2012年 | パパのいうことを聞きなさい! TB                                                      | SP          | 育成                              | バンダイナムコゲームス                             |
| 2012年 | ギフトレギオン                                                                      | FP          | ソシャゲ&カードバトル             | スマイキー                                         |
| 2012年 | ベン・トー 戦って喰え!!                                                             | FP、SP      | ソシャゲ&カードバトル             | ブルズ・アイ                                       |
| 2012年 | 銀河英雄伝説 〜銀河帝国編〜                                                         | FP、SP      | ソシャゲ&カードバトル             | ダーツライブゲームズ                               |
| 2012年 | 銀河英雄伝説 〜自由惑星同盟編〜                                                     | FP、SP      | ソシャゲ&カードバトル             | ダーツライブゲームズ                               |
| 2012年 | 涼宮ハルヒの転生                                                                    | FP、SP      | ソシャゲ&カードバトル             | ネクソン                                           |
| 2012年 | モーレツ宇宙海賊                                                                    | FP、SP      | ソシャゲ&カードバトル             | ニジボックス、スロウカーブ                         |
| 2012年 | ロウきゅーぶ!                                                                       | FP、SP      | ソシャゲ&育成&カードバトル        | ニジボックス、ゲームゲート                         |
| 2012年 | 織田信奈の野望                                                                      | FP、SP      | ソシャゲ&カードバトル             | インデックス                                       |
| 2012年 | 這いよれ!ニャル子さん ザ・カオス                                                    | FP、SP      | ソシャゲ&カードバトル             | そらゆめ                                           |
| 2012年 | まおゆう魔王勇者                                                                    | FP、SP      | ソシャゲ&カードバトル             | ポニーキャニオン                                   |
| 2012年 | とある魔術の禁書目録 頂点決戦                                                       | FP、SP      | ソシャゲ&カードバトル             | HEROZ                                              |
| 2013年 | ソードアート・オンライン -エンドワールド-                                           | FP、SP      | ソシャゲ&カードバトル             | ニジボックス、スロウカーブ                         |
| 2013年 | 這いよれ!ニャル子さんW 未知なるアプリを夢に求めて                                   | SP          | パズル                            | i0Plus                                             |
| 2013年 | ハイスクールD×D                                                                     | FP、SP      | ソシャゲ&カードバトル             | マーベラスAQL                                      |
| 2013年 | デート・ア・ライブ                                                                  | FP、SP      | ソシャゲ&カードバトル             | そらゆめ                                           |
| 2013年 | ストライク・ザ・ブラッド 新たなる真祖                                               | FP、SP      | ソシャゲ&カードバトル             | ニジボックス、グループス                           |
| 2013年 | 機巧少女は傷つかない Facing “Burnt Red”                                             | SP          | 3D形式ACT                         | ショウゲート                                       |
| 2013年 | 夜々フリック                                                                        | SP          | フリック入力                      | ショウゲート、ゲームゲート                         |
| 2014年 | 魔法戦争〜もうひとりの転校生〜                                                      | SP          | RPG                               | ONE-UP、TBS                                        |
| 2014年 | 龍ヶ嬢七々々の埋蔵金パズル                                                          | iOS         | パズル                            | カルチャー                                         |
| 2014年 | 犬とハサミは使いよう 読書百遍犬から通ず                                             | SP          | パズル＆ノベル                    | エヴァーレッド                                     |
| 2014年 | 魔法科高校の劣等生 スクールマギクスバトル                                           | FP、SP      | リアルタイムバトル                | KADOKAWA アスキー・メディアワークス                |
| 2014年 | 精霊使いの剣舞DayDreamDuel                                                          | SP          | 3DフリックバトルACT               | ブレイドダンスゲームパートナーズ                   |
| 2014年 | デート・ア・ライブII                                                                | FP、SP、PC  | ソシャゲ&カードバトル             | そらゆめ                                           |
| 2014年 | カードバトルRPG 異能バトルは日常系のなかで                                          | FP、SP      | ソシャゲ&カードバトル             | ネクストリー                                       |
| 2014年 | 百花繚乱 サムライガールズ                                                           | SP          | ソシャゲ&カードバトル             | NextNinja                                          |
| 2014年 | 魔法科高校の劣等生 LOST ZERO                                                        | SP          | RPG                               | スクウェア・エニックス                             |
| 2014年 | ソードアート・オンライン -コード・レジスタ-                                         | SP          | RPG                               | バンダイナムコゲームス                             |
| 2015年 | 魔弾の王と戦姫                                                                      | SP          | ソシャゲ&カードバトル             | ゲームゲート、サテライト                           |
| 2015年 | とある魔術の禁書目録 頂点決戦II                                                     | FP、SP      | ソシャゲ&カードバトル             | HEROZ                                              |
| 2015年 | ソードアート・オンライン -プログレス・リンク-                                       | SP          | RPG                               | バンダイナムコゲームス                             |
| 2015年 | アブソリュート・デュオ 《超えし者》の宴 EXCEED CARNIVAL                             | SP          | ソシャゲ&カードバトル             | AMGゲームス                                        |
| 2015年 | ログ・ホライズン 新たなる冒険の大地                                                 | SP          | ソシャゲ&RPG                      | GREE                                               |
| 2015年 | デュラララ!! the Underside                                                          | SP          | ソシャゲ&ADV                      | KADOKAWA アスキー・メディアワークス                |
| 2015年 | IS〈インフィニット・ストラトス〉～ブレイジング・メモリー～                          | SP          | ソシャゲ&タクティクスバトルゲーム | クルーズ                                           |
| 2015年 | ケイオスドラゴン 混沌戦争                                                           | SP          | ストーリーテリングRPG             | セガゲームス                                       |
| 2015年 | 灼眼のシャナ 封絶バトル                                                             | SP          | ソシャゲ&RPG                      | Arc                                                |
| 2015年 | 落第騎士の英雄譚                                                                    | SP          | ソシャゲ&カードバトル             | NextNinja                                          |
| 2015年 | ダンジョンに出会いを求めるのは間違っているだろうか〜クロス・イストリア〜            | FP、SP、PC  | ソシャゲ&RPG                      | Silbird                                            |
| 2016年 | GATE ブレイブ スクランブル                                                          | SP          | SLG                               | バンダイナムコエンターテインメント                 |
| 2016年 | 木登り勇者とセーラー戦士 〜俺と蛙さんの異世界放浪記〜                               | SP          | ランゲーム                        | アルファポリス                                     |
| 2016年 | Re:Monster〜ゴブリン転生記〜                                                        | SP          | リアルタイムRPG                   | アルファポリス                                     |
| 2016年 | 最弱無敗の神装機竜                                                                  | FP、SP      | ソシャゲ&カードバトル             | クリーク・アンド・リバー                           |
| 2016年 | B少タップ！〜Bグループの少年激闘編〜                                                | SP          | タップバトルRPG                   | アルファポリス                                     |
| 2016年 | 灰と幻想のグリムガル -New Order‐                                                    | FP、SP      | ソシャゲ&RPG                      | AZITO                                              |
| 2016年 | ハンドレッド                                                                        | FP・SP      | ソシャゲ&カードバトル             | NextNinja                                          |
| 2016年 | 学戦都市アスタリスクフェスタ 煌めきのステラ                                         | SP          | ADV＆RPG                          | バンダイナムコエンターテインメント                 |
| 2016年 | スクール・オブ・セイヴァーズ〜聖剣使いの禁呪詠唱 ONLINE〜                           | SP          | ARPG                              | アソビモ                                           |
| 2016年 | ソードアート・オンライン -メモリー・デフラグ-                                       | SP          | ARPG                              | バンダイナムコエンターテインメント                 |
| 2016年 | THE NEW GATE                                                                        | SP          | リアルタイムバトルRPG             | アルファポリス                                     |
| 2016年 | 一択彼女 加藤恵                                                                     | Android     | SLG                               | ソニー・ミュージックコミュニケーションズ           |
| 2016年 | ねじ巻き精霊戦記 天鏡のアルデラミン ROAD OF ROYAL KNIGHTS                           | SP          | リアルタイム戦略RPG               | KADOKAWA                                           |
| 2017年 | アクセル・ワールド エンドオブバースト                                               | SP          | RPG                               | バンダイナムコエンターテインメント                 |
| 2017年 | 異世界でカフェを開店しました。                                                      | SP          | パズル＆SLG                       | アルファポリス                                     |
| 2017年 | ゼロから始める魔法の書                                                              | SP          | RPG                               | GREE                                               |
| 2017年 | VRでレムと異世界生活 -添寝編-                                                       | SP          | VRデジタルグッズ                  | Gugenka®                                           |
| 2017年 | VRでレムと異世界生活 -膝枕編-                                                       | SP          | VRデジタルグッズ                  | Gugenka®                                           |
| 2017年 | VRでエミリアと異世界生活 -添寝編-                                                   | SP          | VRデジタルグッズ                  | Gugenka®                                           |
| 2017年 | VRでエミリアと異世界生活 -膝枕編-P                                                  | S           | VRデジタルグッズ                  | Gugenka®                                           |
| 2017年 | ダンジョンに出会いを求めるのは間違っているだろうか〜メモリア・ フレーゼ〜           | SP          | RPG                               | Wright Flyer Studios                               |
| 2017年 | Re:ゼロから始める異世界生活 リゼロパズルコレクション                                | SP          | パズル                            | シュタインズ                                       |
| 2017年 | ソードアート・オンライン -インテグラル・ファクタ-                                   | SP          | MMORPG                            | バンダイナムコエンターテインメント                 |
| 2018年 | グランクレスト戦記 戦乱の四重奏                                                     | SP          | 3DARPG                            | バンダイナムコエンターテインメント                 |
| 2018年 | 〈物語〉シリーズ ぷくぷく                                                           | SP          | パズル                            | NHN PlayArt                                        |
| 2018年 | 異世界魔王と召喚少女の奴隷魔術X Reverie                                             | SP          | ソシャゲ&RPG                      | ビジュアライズ                                     |
| 2018年 | ソードアート・オンラインVR LOVELY HONEY DAYS                                        | SP          | VRADV                             | バンダイナムコエンターテインメント                 |
| 2018年 | 転生したらスライムだった件 〜魔国連邦創世記〜                                       | SP          | RPG                               | ゲームゲート、キック・アス                         |
| 2019年 | MASS FOR THE DEAD                                                                   | SP          | RPG                               | Exys                                               |
| 2019年 | とある魔術の禁書目録 幻想収束                                                       | SP          | バトルRPG                         | スクウェア・エニックス                             |
| 2019年 | ソードアート・オンライン アリシゼーション・ブレイディング                           | SP          | RPG                               | バンダイナムコエンターテインメント                 |
| 2019年 | ゴブリンスレイヤー THE ENDLESS REVENGE                                              | SP          | カジュアルACT                     | ゴブリンスレイヤーTER事務局                        |
| 2020年 | 痛いのは嫌なので防御力に極振りしたいと思います。〜らいんうぉーず!〜                 | SP          | ラインディフェンス                | D-techno                                           |
| 2020年 | 賢者の孫 〜究極魔法伝説〜                                                           | SP          | RPG                               | キック・アス                                       |
| 2020年 | この素晴らしい世界に祝福を! ファンタスティックデイズ                                | SP          | RPG                               | Sumzap                                             |
| 2020年 | Magicソリティア 魔術士オーフェンはぐれ旅                                            | SP          | ソリティア                        | さくらソフト、フォアキャスト・コミュニケーションズ |
| 2020年 | 八男って、それはないでしょう! 〜もう一人の転生者〜                                  | SP          | RPG                               | ビジュアライズ                                     |
| 2020年 | Re:ゼロから始める異世界生活 Lost in Memories                                        | SP          | ADV＆RPG                          | セガ                                               |
| 2020年 | ログ・ホライズン 〜脱出、夢見の石板〜                                               | SP          | 脱出ゲーム                        | AZITO                                              |
| 2020年 | 幼女戦記 魔導師斯く戦えり                                                           | SP          | RPG                               | スタジオハーベスト                                 |
| 2021年 | 盾の勇者の成り上がり〜RERISE〜                                                      | SP          | 放置育成RPG                       | キック・アス                                       |
| 2021年 | 無職転生 〜ゲームになっても本気だす〜                                               | SP          | RPG                               | ビーグリー                                         |
| 2021年 | 転生したらスライムだった件〜魔王と竜の建国譚〜                                      | SP          | RPG                               | WFS                                                |
| 2022年 | 失格紋の最強賢者 〜導刻の冒険譚〜The Ultimate Reincarnation                         | SP          | RPG                               | アルファゲームス                                   |
| 2022年 | Re:ゼロから始める異世界生活-infinity-                                               | SP          | RPG                               | Level Infinite                                     |
| 2022年 | デート・ア・ライブ 精霊クライシス                                                   | SP          | ARPG                              | VIVA PANDA                                         |
| 2022年 | たとえばラストダンジョン前の村の少年が序盤の街で暮らすような物語 〜ドタバタ英雄譚〜 | SP          | PPG                               | アンビション                                       |
| 2022年 | ソードアート・オンライン ヴァリアント・ショウダウン                                 | SP          | ACT                               | バンダイナムコエンターテインメント                 |
| 2024年 | ようこそ実力至上主義の教室へ～マージパズル特別試験～                                | SP          | パズル                            | JORO                                               |
| 2024年 | Re:ゼロから始める異世界生活 Witch’s Re:surrection                                   | SP          | 3DRPG                             | KADOKAWA                                           |
| 2024年 | 時々ボソッとロシア語でデレる隣のアーリャさん パズルパーティ!                        | SP          | パズル                            | ポッピンゲームズジャパン                           |
| 2024年 | 転生したら第七王子だったので、気ままに魔術を極めます マスターオブマジック           | SP          | ローグライクARPG                  | Dynamic track                                      |

PC（Steam含む）でも配信がある作品は、#ソフトウェアや、#ブラウザゲームを参照。  

#### アーケードゲーム
- AC＝アーケードゲームの略。

| 発売年 | 作品名                                                         | 媒体 | ジャンル | 発売元                         |
| ------ | -------------------------------------------------------------- | ---- | -------- | ------------------------------ |
| 2019年 | ソードアート・オンライン アーケード ディープ・エクスプローラー | AC   | ARPG     | バンダイナムコアミューズメント |

#### ヘッドマウントディスプレイ
- PCやスマートフォンを経由するが、ヘッドマウントディスプレイにダウンロードするものを記載する。ゲームハードからが初出であるものはこちらには記載しない。

- HMD＝ヘッドマウントディスプレイの略。

| 発売年 | 作品名        | 媒体                                                                     | ジャンル         | 発売元                     |
| ------ | ------------- | ------------------------------------------------------------------------ | ---------------- | -------------------------- |
| 2019年 | 狼と香辛料VR  | HMD（Oculus Rift、Oculus Go、HTC Vive）、PS VR、Switch                   | VRアニメーション | SpicyTails、ジェムドロップ |
| 2020年 | 狼と香辛料VR2 | HMD（Oculus Quest 1&2、Oculus Rift、Oculus Go、HTC Vive）、PS VR、Switch | VRアニメーション | SpicyTails                 |

#### 遊技機

##### パチンコ
| 発売年                                                          | 作品名                                                                | ジャンル | 発売元           |
| --------------------------------------------------------------- | --------------------------------------------------------------------- | -------- | ---------------- |
| 1997年                                                          | CR黄龍の耳                                                            | パチンコ | サミー           |
| 2002年                                                          | CRダーティペア                                                        | パチンコ | 藤商事           |
| 2007年                                                          | CR銀河英雄伝説                                                        | パチンコ | 平和             |
| 2010年                                                          | CRフルメタル・パニック!TSR                                            | パチンコ | タイヨーエレック |
| 2013年                                                          | CR銀河英雄伝説                                                        | パチンコ | エース電研       |
| 2013年                                                          | CR百花繚乱 サムライガールズ                                           | パチンコ | 平和             |
| 2013年                                                          | CRフィーバースレイヤーズREVOLUTION                                    | パチンコ | SANKYO           |
| 2013年                                                          | CR鋼殻のレギオス                                                      | パチンコ | 大都技研         |
| 2014年                                                          | CR緋弾のアリア                                                        | パチンコ | 藤商事           |
| 2014年                                                          | パチンコCR化物語                                                      | パチンコ | サミー           |
| 2014年                                                          | CRフィーバー涼宮ハルヒの憂鬱                                          | パチンコ | SANKYO           |
| 2014年                                                          | フィーバーモーレツ宇宙海賊                                            | パチンコ | SANKYO           |
| 2016年                                                          | CR東京レイヴンズ                                                      | パチンコ | 藤商事           |
| 2016年                                                          | CR織田信奈の野望                                                      | パチンコ | 西陣             |
| 2017年                                                          | CR緋弾のアリアII                                                      | パチンコ | 藤商事           |
| 2018年                                                          | CR偽物語                                                              | パチンコ | サミー           |
| 2018年                                                          | CR織田信奈の野望II                                                    | パチンコ | 西陣             |
| 2018年                                                          | CR百花繚乱 サムライブライド                                           | パチンコ | 平和             |
| 2019年                                                          | P緋弾のアリアIII                                                      | パチンコ | 藤商事           |
| 2019年                                                          | PハイスクールD×D                                                      | パチンコ | 西陣             |
| 2020年                                                          | Pとある魔術の禁書目録                                                 | パチンコ | JFJ              |
| 2021年                                                          | P Re:ゼロから始める異世界生活M06                                      | パチンコ | 大都技研         |
| 2021年                                                          | P〈物語〉シリーズ セカンドシーズン                                    | パチンコ | サミー           |
| 2021年                                                          | P緋弾のアリア〜緋弾覚醒編〜                                           | パチンコ | 藤商事           |
| 2021年                                                          | P織田信奈の野望 全国版                                                | パチンコ | エース電研       |
| 2022年                                                          | P Re:ゼロから始める異世界生活 鬼がかりVer.                            | パチンコ | 大都技研         |
| \|Pフィーバーダンジョンに出会いを求めるのは間違っているだろうか | パチンコ                                                              | SANKYO   |                  |
| 2023年                                                          | PハイスクールD×D真紅GCA                                               | パチンコ | 西陣             |
| 2023年                                                          | Pゴブリンスレイヤー                                                   | パチスロ | 藤商事           |
| 2023年                                                          | Pフィーバーありふれた職業で世界最強                                   | パチンコ | SANKYO           |
| 2023年                                                          | P百花繚乱                                                             | パチンコ | ディ・ライト     |
| 2023年                                                          | スマートぱちんこソードアート・オンライン                              | パチンコ | 京楽産業.        |
| 2023年                                                          | e Re:ゼロから始める異世界生活 season2                                 | パチンコ | 大都技研         |
| 2024年                                                          | P この素晴らしい世界に祝福を! 199LT「このラッキートリガーに祝福を！」 | パチンコ | 豊丸産業         |
| 2024年                                                          | PLT OVERLORD 魔導王光臨                                               | パチンコ | Sansei R&D       |
| 2024年                                                          | P緋弾のアリア～緋緋神降臨～ラッキートリガーVer.                       | パチンコ | 藤商事           |
| 2024年                                                          | P魔王学院の不適合者                                                   | パチンコ | 藤商事           |
| 2024年                                                          | PAこの素晴らしい世界に祝福を!「このゆる甘99に祝福を!」                | パチンコ | 豊丸産業         |
| 2024年                                                          | P転生したらスライムだった件                                           | パチンコ | Sansei R&D       |
| 2025年                                                          | Pこの素晴らしい世界に祝福を! ラッキートリガー129 緊急クエスト         | パチンコ | 豊丸産業         |
| 2025年                                                          | (P/e)フィーバーダンジョンに出会いを求めるのは間違っているだろうか2    | パチンコ | SANKYO           |
| 2025年                                                          | P 俺の妹がこんなに可愛いわけがない。                                  | パチンコ | 京楽             |

##### パチスロ
| 発売年 | 作品名                                                       | ジャンル | 発売元                 |
| ------ | ------------------------------------------------------------ | -------- | ---------------------- |
| 2012年 | パチスロ フルメタル・パニック!TSR                            | パチスロ | タイヨーエレック       |
| 2013年 | パチスロ化物語                                               | パチスロ | サミー                 |
| 2014年 | ささみさん@がんばらないすろっと                              | パチスロ | DAXEL                  |
| 2015年 | パチスロ百花繚乱 サムライガールズ                            | パチスロ | DAXEL                  |
| 2015年 | パチスロ IS 〈インフィニット・ストラトス〉                   | パチスロ | SANKYO                 |
| 2015年 | パチスロ ハイスクールD×D                                     | パチスロ | KPE                    |
| 2016年 | パチスロ緋弾のアリア                                         | パチスロ | 藤商事                 |
| 2016年 | パチスロ偽物語                                               | パチスロ | サミー                 |
| 2016年 | A-SLOT偽物語                                                 | パチスロ | サミー                 |
| 2016年 | パチスロ 涼宮ハルヒの憂鬱                                    | パチスロ | SANKYO                 |
| 2017年 | パチスロ ベン・トー 〜半額弁当争奪戦!!〜                     | パチスロ | バルテック             |
| 2017年 | 戦国美少女 織田信奈の野望                                    | パチスロ | ディ・ライト           |
| 2018年 | パチスロ GATE                                                | パチスロ | ネット                 |
| 2018年 | パチスロ これはゾンビですか?                                 | パチスロ | 北電子                 |
| 2018年 | パチスロ ベン・トー 〜狼たちの夜〜                           | パチスロ | バルテック             |
| 2018年 | パチスロ ダンジョンに出会いを求めるのは間違っているだろうか  | パチスロ | 北電子                 |
| 2019年 | パチスロ Re:ゼロから始める異世界生活                         | パチスロ | 大都技研               |
| 2019年 | OVER-SLOT「アインズ・ウール・ゴウン 絶対支配者光臨」         | パチスロ | オーイズミ             |
| 2020年 | パチスロ〈物語〉シリーズ セカンドシーズン                    | パチスロ | サミー                 |
| 2020年 | 対魔導学園35試験小隊                                         | パチスロ | 平和                   |
| 2021年 | パチスロ 百花繚乱 サムライガールズ                           | パチスロ | エンターライズ         |
| 2021年 | パチスロ 東京レイヴンズ                                      | パチスロ | オーイズミ             |
| 2021年 | Re:ゼロから始める異世界生活 Apex Vacation                    | パチスロ | 大都技研               |
| 2022年 | ハイスクールD×D2 ハーレム王に俺はなる                        | パチスロ | コナミアミューズメント |
| 2022年 | パチスロこの素晴らしい世界に祝福を!                          | パチスロ | サミー                 |
| 2022年 | パチスロ ダンまち外伝 ソード・オラトリア                     | パチスロ | 北電子                 |
| 2022年 | パチスロ 魔法少女育成計画                                    | パチスロ | カルミナ               |
| 2022年 | パチスロ幼女戦記                                             | パチスロ | サミー                 |
| 2023年 | パチスロ緋弾のアリアII                                       | パチスロ | JFJ                    |
| 2023年 | パチスロ OVERLORD 「絶対支配者光臨Ⅱ」                        | パチスロ | オーイズミ             |
| 2023年 | Lゴブリンスレイヤー                                          | パチスロ | 藤商事                 |
| 2023年 | スロット ソードアート・オンライン                            | パチスロ | 大都技研               |
| 2023年 | S 織田信奈の野望 全国版                                      | パチスロ | フィールズ             |
| 2023年 | スマスロ転生したらスライムだった件                           | パチスロ | 山佐ネクスト           |
| 2024年 | スロット 冴えない彼女の育てかた                              | パチスロ | 大都技研               |
| 2024年 | パチスロ ダンジョンに出会いを求めるのは間違っているだろうか2 | パチスロ | 北電子                 |
| 2024年 | スロット Re:ゼロから始める異世界生活 season2                 | パチスロ | パオン・ディーピー     |
| 2025年 | A-SLOT+ この素晴らしい世界に祝福を!                          | パチスロ | サミー                 |
| 2025年 | L七つの魔剣が支配するPU                                      | パチスロ | コナミアミューズメント |
| 2025年 | Lパチスロ ありふれた職業で世界最強                           | パチスロ | SANKYO                 |
| 2025年 | パチスロ 転生したら剣でした                                  | パチスロ | コナミアミューズメント |

### 複数作品（コンピュータゲーム）
複数の作品を元にしたコンピュータゲームを記載する。ただしオンラインゲームでの“一時的”な合作は除く。
機種の略称等はこの項目での初出でないかぎり単一作品の項目を参照。

#### コンシューマーゲーム (複数作品)
#据え置き型ゲーム機と#携帯型ゲーム機も参照。
- 作品数が多くないことから据え置きと携帯型といった分別はしない。
- GBA＝ゲームボーイアドバンスの略。

| 発売年 | 作品名                                                         | 媒体                     | ジャンル             | 発売元                             |
| ------ | -------------------------------------------------------------- | ------------------------ | -------------------- | ---------------------------------- |
| 2003年 | スーパーロボット大戦J                                          | GBA                      | SRPG                 | バンプレスト                       |
| 2007年 | スーパーロボット大戦W                                          | DS                       | SRPG                 | バンプレスト                       |
| 2009年 | スパロボ学園                                                   | DS                       | ADV＆バトルSLG       | バンダイナムコゲームス             |
| 2009年 | 電撃学園RPG Cross of Venus                                     | DS                       | ARPG                 | アスキー・メディアワークス         |
| 2010年 | Another Century's Episode:R                                    | PS3                      | 3D形式ACT            | バンダイナムコゲームス             |
| 2011年 | ヴァイスシュヴァルツ ポータブル                                | PSP                      | カードシミュレーター | バンダイナムコゲームス             |
| 2012年 | ヒーローズファンタジア                                         | PSP                      | RPG                  | バンダイナムコゲームス             |
| 2012年 | ねんどろいど じぇねれ〜しょん                                  | PSP                      | RPG                  | バンダイナムコゲームス             |
| 2013年 | BATTLE ROBOT魂                                                 | PSP                      | 3D形式ACT            | バンダイナムコゲームス             |
| 2013年 | とある魔術と科学の群奏活劇                                     | PSP                      | ADV                  | バンダイナムコゲームス             |
| 2014年 | 超ヒロイン戦記                                                 | PS3、PS Vita             | SRPG                 | バンダイナムコゲームス             |
| 2014年 | 第3次スーパーロボット大戦Z 時獄篇                              | PS3、PS Vita             | SRPG                 | バンダイナムコゲームス             |
| 2015年 | 第3次スーパーロボット大戦Z 天獄篇                              | PS3、PS Vita             | SRPG                 | バンダイナムコゲームス             |
| 2015年 | ミラクルガールズフェスティバル                                 | PS Vita                  | リズムACT            | セガゲームス                       |
| 2017年 | スーパーロボット大戦V                                          | PS4、PS Vita             | SRPG                 | バンダイナムコエンターテインメント |
| 2017年 | アクセル・ワールド VS ソードアート・オンライン 千年の黄昏      | PS4、PS Vita             | ARPG                 | バンダイナムコエンターテインメント |
| 2018年 | 電脳戦機バーチャロン×とある魔術の禁書目録 とある魔術の電脳戦機 | PS4、PS Vita             | 3D形式対戦型ACT      | セガゲームス                       |
| 2021年 | スーパーロボット大戦30                                         | Switch、PS4、PC（Steam） | SRPG                 | バンダイナムコエンターテインメント |

#### モバイルゲーム(複数作品)
#モバイルゲームも参照。
| 発売年 | 作品名                        | 媒体   | ジャンル                   | 発売元                              |
| ------ | ----------------------------- | ------ | -------------------------- | ----------------------------------- |
| 2011年 | 嫁コレ                        | SP     | カードコレクション         | NECビッグローブ                     |
| 2012年 | 女神乱戦☆ビーナスマスター!    | FP、SP | ソシャゲ&バトル            | メディアファクトリー                |
| 2013年 | 電撃文庫パズルコレクション    | SP     | パズル                     | アスキー・メディアワークス          |
| 2014年 | とある魔術と科学の謎解目録    | SP     | パズルACT                  | KADOKAWA アスキー・メディアワークス |
| 2014年 | 集めて！とらんぷ娘れくしょん  | SP     | カードゲーム               | マーベラス                          |
| 2015年 | スーパーロボット大戦X-Ω       | SP     | ARPG＆ラインディフェンス   | バンプレスト                        |
| 2016年 | きゅんPON！                   | SP     | ボイスくじ                 | アルファポリス                      |
| 2017年 | OO-FORMATION 王と八人の仲間達 | SP     | カードバトル               | アスキー・メディアワークス          |
| 2020年 | ファンタジア・リビルド        | SP、PC | RPG                        | DMM GAMES                           |
| 2025年 | 異世界∞異世界                 | SP、PC | もっと異世界を楽しむゲーム | コロプラ                            |

#### アーケードゲーム(複数作品)
| 発売年 | 作品名                   | 媒体             | ジャンル       | 発売元                 |
| ------ | ------------------------ | ---------------- | -------------- | ---------------------- |
| 2014年 | 電撃文庫 FIGHTING CLIMAX | AC、PS3、PS Vita | 2D形式対戦格闘 | セガ・インタラクティブ |

## 販促用の完全無料ゲーム
#本項目の規則を要参照。

### コンピュータゲーム（無料ゲーム）

#### パソコンゲーム(無料ゲーム)
#パソコンゲームも参照。

##### ソフトウェア(無料ゲーム)
| 発売年 | 作品名                                               | 媒体 | ジャンル     | 配布元               |
| ------ | ---------------------------------------------------- | ---- | ------------ | -------------------- |
| 2010年 | Re:バカは世界を救えるか?                             | PC   | ノベルゲーム | 富士見書房           |
| 2012年 | フェノメノ                                           | PC   | ノベルゲーム | 星海社、ニトロプラス |
| 2016年 | 非オタの彼女が俺の持ってるエロゲに興味津々なんだが…… | PC   | ノベルゲーム | 富士見書房           |

##### ブラウザゲーム(無料ゲーム)
| 発売年 | 作品名                                                      | 媒体                  | ジャンル                     | 配布元                           |
| ------ | ----------------------------------------------------------- | --------------------- | ---------------------------- | -------------------------------- |
| 2017年 | 通常攻撃が全体攻撃で二回攻撃のお母さんは好きですか?         | PC、SP                | RPG                          | Fファンタジア文庫                |
| 2017年 | 異世界ですが魔物栽培しています。〜少女騎士リリィの冒険〜    | PC、SP                | RPG                          | ファミ通文庫編集部               |
| 2017年 | OP-TICKET GAME〜撃ち抜け! スクールコスチューム!〜           | PC、SP                | 連打ACT                      | RPGアツマール公式                |
| 2017年 | 霊感少女は箱の中〜彼女の想いは箱の中〜                      | PC、SP                | ホラーADV                    | RPGアツマール公式                |
| 2017年 | 賭博師は祈らない〜旅にはうってつけの荷物〜                  | PC、SP                | 探索ADV                      | RPGアツマール公式                |
| 2017年 | キラプリおじさんと幼女先輩〜千鶴のボイスコレクション〜      | PC、SP                | ACT＆ADV＆ボイスコレクション | RPGアツマール公式                |
| 2017年 | だれがエルフのお嫁さま?〜まじめでちょっとドタバタな花嫁び〜 | PC、SP                | SLG                          | RPGアツマール公式                |
| 2018年 | オリンポスの郵便ポスト                                      | PC、SP                | RPG                          | RPGアツマール公式                |
| 2018年 | 教え子に脅迫されるのは犯罪ですか?                           | PC、SP                | 放置＆育成                   | RPGアツマール公式                |
| 2018年 | とんでもスキルで異世界放浪メシ                              | PC、SP                | RPG                          | RPGアツマール公式                |
| 2018年 | チアーズ!                                                   | PC、SP                | ADV                          | RPGアツマール公式                |
| 2018年 | 可愛ければ変態でも好きになってくれますか?                   | PC、SP                | すごろく                     | RPGアツマール公式                |
| 2018年 | タタの魔法使い                                              | PC、SP                | タワーディフェンス           | RPGアツマール公式                |
| 2018年 | 『RPGツクールMV×オーバーロード』                            | PC（※DL版も有り）、SP | RPG                          | オーバーロード／TVアニメ公式     |
| 2018年 | なぜ僕の世界を誰も覚えていないのか?                         | PC、SP                | クリッカー＆自動RPG          | RPGアツマール公式                |
| 2019年 | 盾の勇者の成り上がり for RPGツクールMV                      | PC（※DL版も有り）、SP | RPG                          | 盾の勇者の成り上がり／アニメ公式 |

#### モバイルゲーム(無料ゲーム)
#モバイルゲームも参照。
| 発売年 | 作品名                                                                                      | 媒体 | ジャンル       | 配布元   |
| ------ | ------------------------------------------------------------------------------------------- | ---- | -------------- | -------- |
| 2017年 | 誰にでもできる影から助ける魔王討伐 〜大賢者・ゲゲモンド・トリックスター、試練のダンジョン〜 | SP   | サウンドノベル | KADOKAWA |

PC（Steam含む）でも配信がある作品は、#ブラウザゲーム(無料ゲーム) を参照。

### アナログゲーム（無料ゲーム）
| 発売年 | 作品名                                                                  | ジャンル     | 制作元     |
| ------ | ----------------------------------------------------------------------- | ------------ | ---------- |
| 2014年 | ナゾメイトpresents 龍ヶ嬢七々々の埋蔵金 謎解きゲーム                    | 体感型ゲーム | ナゾメイト |
| 2016年 | Re:ゼロから始める異世界生活 謎解きゲーム エミリアの徽章を取り戻せ!      | 体感型ゲーム | ナゾメイト |
| 2017年 | 幼女戦記 謎解きゲーム 第二〇三航空魔導大隊選抜試験                      | 体感型ゲーム | ナゾメイト |
| 2018年 | オーバーロードIII ナザリック地下大墳墓脱出戦 -The escape from Nazarick- | 体感型ゲーム | ナゾメイト |
| 2018年 | オーバーロードIII 辺境城砦占領戦 -To occupy of the fortress-            | 体感型ゲーム | ナゾメイト |